# Rue des Prébendés
La rue des Prébendés est une voie bayonnaise (Pyrénées-Atlantiques), située dans le quartier du Grand Bayonne.

## Situation et accès

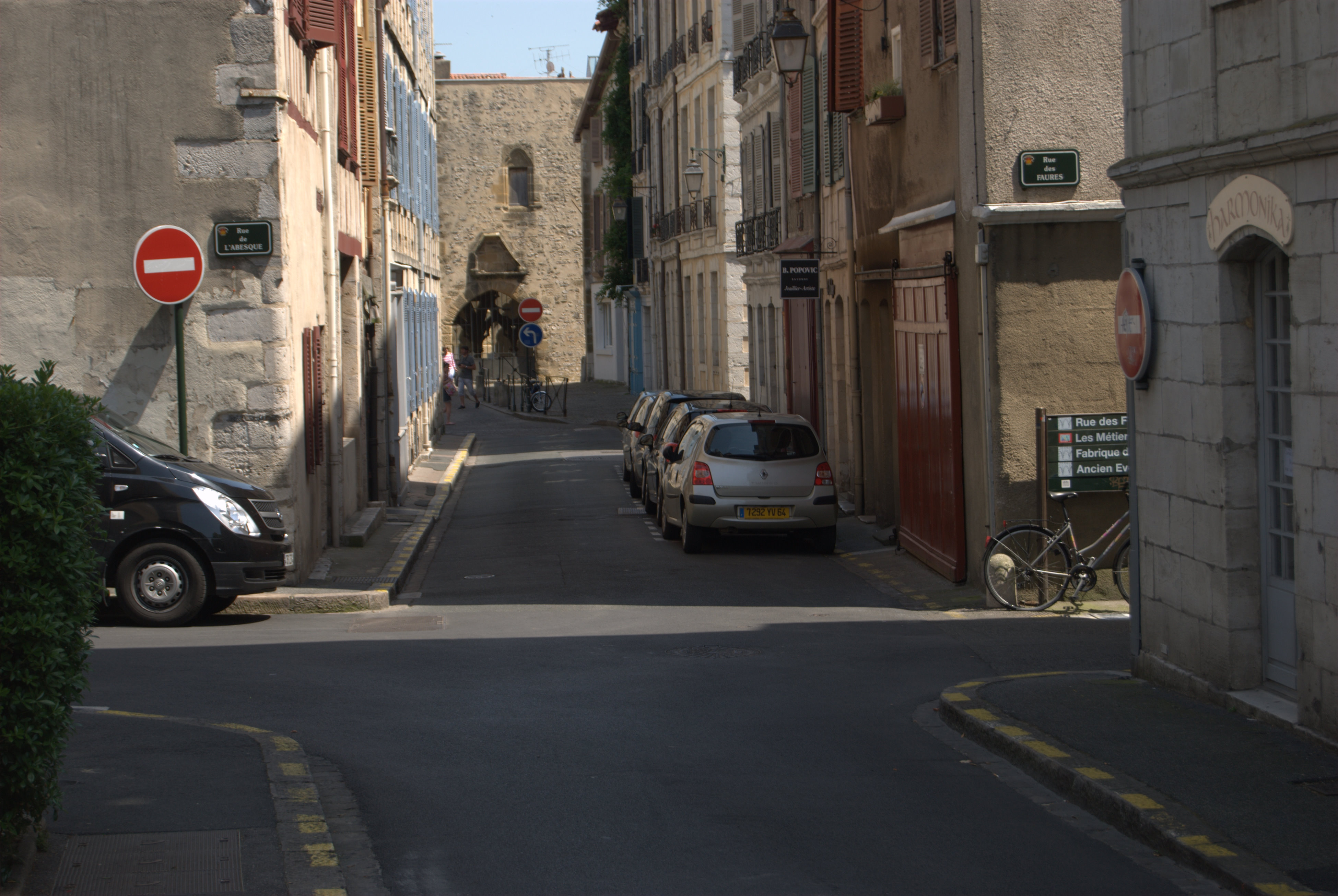
La rue des Prébendés vue depuis le boulevard du Rempart-Lachepaillet vers la rue Montaut.

La rue des Prébendés s'étend de la rue Montaut, au niveau du cloître au boulevard du Rempart Lachepaillet, à proximité de la cathédrale. Elle croise les rues des Gouverneurs, Douer et des Faures.

## Origine du nom
Le prébendés désigne celui qui reçoit une prébende.

## Historique

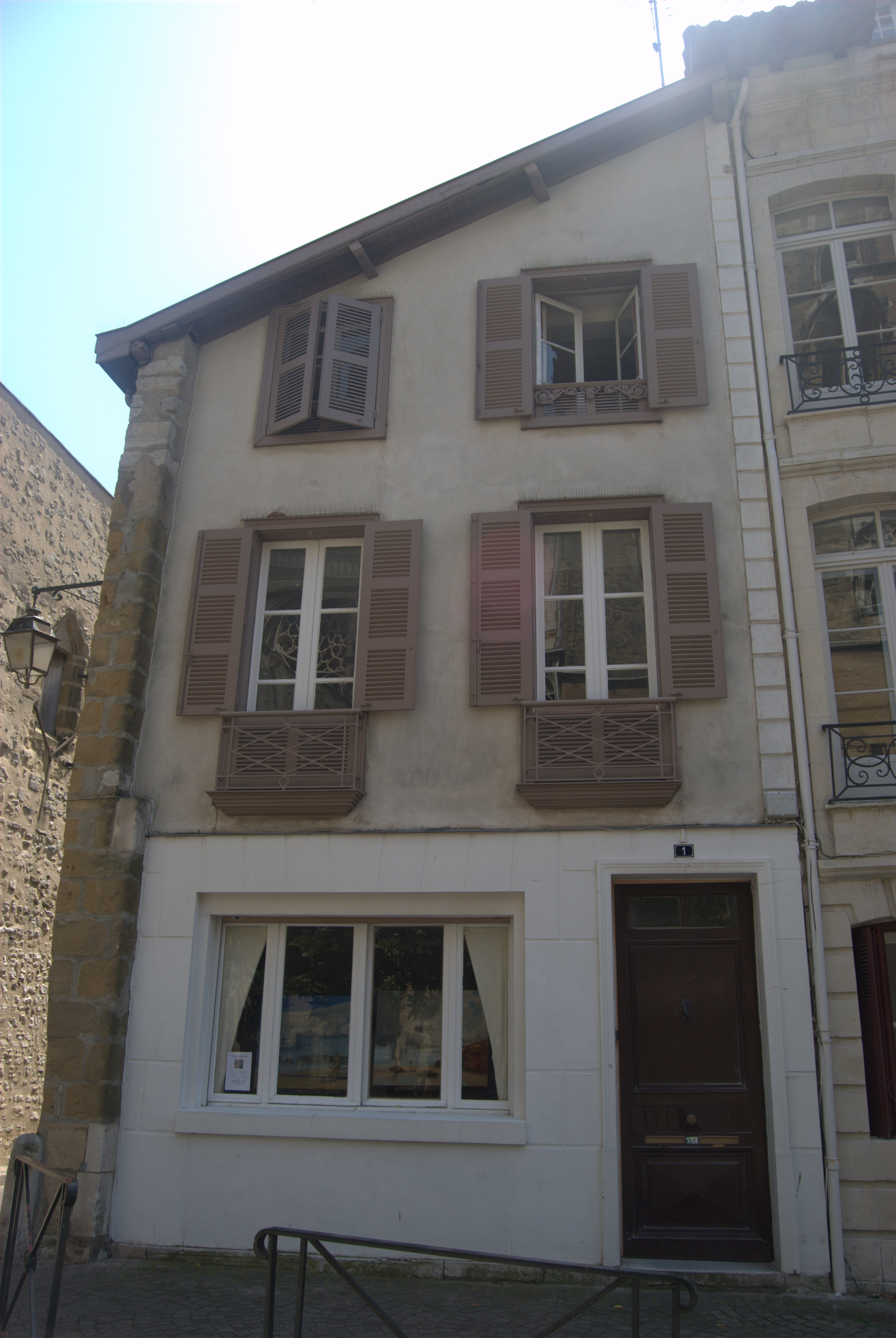
La maison Saubist, au 1, rue des Prébendés.

Selon Édouard Ducéré, la rue aurait été au Moyen Âge l'une des plus fréquentées de la ville. Elle est représentée sur le plan de Bayonne de 1612.
L'ancien nom de la rue est rue des Prébendiers. Cela était lié à la proximité de la sacristie des Prébendiers ou au grand nombre de prébendiers logés dans la rue.
La rue aurait également porté le nom de « rue Saubiste », ainsi que celui de « rue Saubier » durant le Moyen Âge.

## Bâtiments remarquables et lieux de mémoire
Le sous-sol de la maison Saubist, daté de la première moitié du XIVe siècle a été classé à l'inventaire général des monuments historiques par arrêté du 29 décembre 1927.